# Soyouz 3
Soyouz 3 est un vol qui marque la reprise du programme spatial de l'Union soviétique, plus exactement des vols habités, dix-huit mois après l'accident de Soyouz 1, qui s'était soldé par la mort de son pilote.
Lancé le 26 octobre 1968 et piloté par Gueorgui Beregovoï, celui-ci avait pour mission de s'amarrer à un autre vaisseau Soyouz, Soyouz 2, celui-ci étant inoccupé. Le rendez-vous été réussi mais non la jonction.
La mission a duré quatre jours.

## Équipage
- Gueorgui Beregovoï
- doublure :   Vladimir Chatalov

À la différence de ses collègues, qui ont fait l'objet d'une campagne de recrutement, Beregovoï est devenu cosmonaute parce qu'il a été personnellement sélectionné (en 1962) par un important membre du programme spatial soviétique, Nikolaï Kamanine.
Par ailleurs, alors que les autres cosmonautes sont décorés héros de l'Union soviétique après leur retour sur Terre, lui l'est déjà au moment du décollage : il l'a été en effet grâce à ses exploits aériens pendant la Seconde Guerre mondiale.
Beregovoï présente une troisième particularité : il est âgé de 47 ans quand il prend la route de l'espace, ce qui est à l'époque un record. Et comme l'Américain John Glenn, il est né en 1921, or aucun de leurs collègues ne sont nés avant eux.

## Contexte
Le mois d'octobre 1968 est marqué par la reprise des vols habités tant aux États-Unis (marqués en janvier 1967 par la mort accidentelle des astronautes d'Apollo 1) qu'en Union soviétique. Les vols Apollo 7 (11-22 octobre) et Soyouz 3 (26-30 octobre) marquent donc le réveil de la course à l'espace entre les deux grandes nations.
À cette époque, les Américains poursuivent deux objectifs, ouvertement révélés à l'opinion publique : envoyer trois astronautes autour de la Lune (ce qu'ils parviendront à faire deux mois plus tard avec le vol Apollo 8) et surtout en déposer deux autres sur son sol (ce qu'ils réussiront en juillet 1969 avec le vol Apollo 11) ; ceci en réponse au pari lancé en mai 1961 par le Président Kennedy et confirmé en septembre 1962.
Depuis 1964, les Soviétiques poursuivent des objectifs similaires mais, à la différence des Américains, ils les tiennent secrets et ne révèlent à propos des vols qu'ils réalisent que les informations qui les arrangent en termes de prestige. Ainsi par exemple les circonstances dramatiques du retour de l'équipage de Voskhod 2, en 1965, ne seront révélées que plus d'une vingtaine d'années plus tard, au moment de la Glasnost. De même, si les Soviétiques n'ont pu dissimuler la mort du pilote de Soyouz 1, en avril 1967, les objectifs de son vol (un rendez-vous et un amarrage avec Soyouz 2) ne seront connus que bien plus tard.
Après la mort de Komarov, le vaisseau Soyouz a fait l'objet de nombreuses modifications, elles-mêmes testées à plusieurs reprises dans l'espace par des vaisseaux inhabités. En octobre 1967, les vaisseaux Cosmos 186 et 188 (en) ont été les tout premiers engins à s'arrimer automatiquement dans l'espace (pendant 3 h 30), exploit technique qui a été réédité en avril 1968 avec Cosmos 212 et 213, performances qui ont été révélées à l'époque mais sans que les motivations ne le soient.
De même, on n'apprendra que plus tard que, le 28 août 1968, le vaisseau Soyouz modifié a été testé à vide pendant quatre jours sous le nom de Cosmos 238.

## Objectifs
Le 25 octobre, Soyouz 2 décolle de Baïkonour. Il est prévu que Soyouz 3 établisse un rendez-vous avec lui et s'y amarre, technique que les Américains maîtrisent depuis mars 1966 (vol Gemini 8) et qui - donc - était déjà l'objectif de Soyouz 1 en avril 1967.

## Déroulement du vol
Soyouz 3 décolle le 26 octobre, un peu moins de 24 heures après Soyouz 2.
Un premier rendez-vous est tenté sur le mode automatique, les deux vaisseaux restant distants de 200 mètres.
Un second rendez-vous se déroule le lendemain, cette fois sur le mode manuel. Beregovoï s'approche tout près de sa cible et à plusieurs reprises il tente de s'y arrimer mais il est contraint de renoncer (contrairement à ce que laisseront penser certains médias), par crainte de manquer de carburant.
Beregovoi passe le reste du temps dans le compartiment orbital, plus spatieux que la cabine de pilotage. Il y effectue quelques expériences scientifiques. Et comme l'avait fait l'équipage d'Apollo 7 quelques jours plus tôt, il réalise des émissions de télévision, permettant au grand public de découvrir l'intérieur d'un vaisseau spatial en direct.
Après 81 orbites sur un peu moins de quatre jours, il revient sur Terre sain et sauf.
Trois mois plus tard, les équipages de Soyouz 4 et 5 parviendront à amarrer leurs vaisseaux.

## Paramètres de la mission
- Masse : 6 575 kg
- Périgée : 183 km
- Apogée : 205 km
- Inclinaison : 51.7°
- Période : 88.3 minutes
- Identifiant : Аргон Argon (Argon)